# Jean Farge
Pour les articles homonymes, voir Farge.
Jean Farge, né le 1er août 1928 à Tours (Indre-et-Loire) et mort le 21 avril 2011 à Rueil-Malmaison, est un homme politique français.

## Biographie
Jean Farge est diplômé de l'IEP de Paris (1949) et ancien élève de l'ENA (promotion Paul-Cambon).
Ami personnel de Valéry Giscard d'Estaing, il avait pour mission de rétablir les comptes de l'assurance maladie. Il est commandeur de la Légion d'honneur.
Jean Farge est enterré au cimetière des Bois de Saint-Georges-de-Didonne, le 27 avril 2011.

### Fonctions ministérielles
- Secrétaire d’État auprès du ministre de la Santé et de la Sécurité sociale du gouvernement Raymond Barre (3), du 4 juillet 1979 au 12 mai 1981.